# العلاقات الجورجية الكازاخستانية
العلاقات الجورجية الكازاخستانية هي العلاقات الثنائية التي تجمع بين جورجيا وكازاخستان.

## مقارنة بين البلدين
هذه مقارنة عامة ومرجعية للدولتين:
| وجه المقارنة                                              | جورجيا                          | كازاخستان                      |
| --------------------------------------------------------- | ------------------------------- | ------------------------------ |
| المساحة (كم2)                                             | 69.70 ألف                       | 2.72 مليون                     |
| عدد السكان (نسمة)                                         | 3.72 مليون                      | 17.95 مليون                    |
| الكثافة السكانية (ن./كم²)                                 | 53.37                           | 6.6                            |
| العاصمة                                                   | تبليسي، كوتايسي                 | نور سلطان                      |
| اللغة الرسمية                                             | اللغة الجورجية، اللغة الأبخازية | اللغة القازاقية، اللغة الروسية |
| العملة                                                    | لاري جورجي                      | تينغ كازاخستاني                |
| الناتج المحلي الإجمالي (بليون دولار)                      | 15.16 مليار                     | 159.41 مليار                   |
| الناتج المحلي الإجمالي (تعادل القوة الشرائية) بليون دولار | 35.68 مليار                     | 439.39 مليار                   |
| الناتج المحلي الإجمالي الاسمي للفرد دولار أمريكي          | 3.79 ألف                        | 10.51 ألف                      |
| الناتج المحلي الإجمالي للفرد دولار أمريكي                 |                                 | 24.23 ألف                      |
| مؤشر التنمية البشرية                                      | 0.754                           | 0.788                          |
| رمز المكالمات الدولي                                      | +995                            | +7                             |
| رمز الإنترنت                                              | .ge، .გე ‏                       | .kz، .қаз ‏                     |
| المنطقة الزمنية                                           | ت ع م+04:00                     | ت ع م+05:00، ت ع م+06:00       |

## مدن متوأمة
في ما يلي قائمة باتفاقيات التوأمة بين مدن جورجية وكازاخستانية:
- ترتبط بوتي مع أكتاو باتفاقية توأمة منذ 17 سبتمبر 1987.[16]
- ترتبط تبليسي مع نور سلطان باتفاقية توأمة منذ 1975.

## منظمات دولية مشتركة
يشترك البلدان في عضوية مجموعة من المنظمات الدولية، منها:
| علم المنظمة | اسم المنظمة                    | تاريخ انضمام جورجيا | تاريخ انضمام كازاخستان |
| ----------- | ------------------------------ | ------------------- | ---------------------- |
|             | يونسكو                         | 7 أكتوبر 1992       | 22 مايو 1992           |
|             | الفريق المعني برصد الأرض       | ?                   | ?                      |
|             | مؤسسة التمويل الدولية          | 29 يونيو 1995       | 30 سبتمبر 1993         |
|             | مؤسسة التنمية الدولية          | 31 أغسطس 1993       | 23 يوليو 1992          |
|             | منظمة الأمن والتعاون في أوروبا | 24 مارس 1992        | 30 يناير 1992          |
|             | الاتحاد البريدي العالمي        | ?                   | ?                      |
|             | الاتحاد الدولي للاتصالات       | 7 يناير 1993        | 23 فبراير 1993         |
|             | الأمم المتحدة                  | 31 يوليو 1992       | 2 مارس 1992            |
|             | البنك الدولي للإنشاء والتعمير  | 7 أغسطس 1992        | 23 يوليو 1992          |

## وصلات خارجية
- موقع وزارة الخارجية الجورجية
- موقع وزارة الخارجية الكازاخستانية